# Rapsécourt
Rapsécourt település Franciaországban, Marne megyében. Lakosainak száma 33 fő (2022. január 1.). Rapsécourt Voilemont, Braux-Saint-Remy, La Chapelle-Felcourt, Dampierre-le-Château, Élise-Daucourt, Herpont és Saint-Mard-sur-Auve községekkel határos.

## Népesség
A település népessége az elmúlt években az alábbi módon változott:
| Lakosok száma | 49   | 42   | 29   | 34   | 34   | 34   | 36   | 33   | 32   | 33   |
|               | 1968 | 1982 | 1990 | 2006 | 2013 | 2015 | 2017 | 2019 | 2020 | 2022 |